# Christoph Schulte
Christoph Schulte (Bottrop, 27 de junio de 1958) es un judaísta alemán.

## Biografía
Schulte estudió filosofía, estudios judíos, teología y periodismo en Heidelberg, Berlín y Jerusalén (Maestría, 1983/Doctorado, Universidad Libre de Berlín, 1987). Tras completar su habilitación en la Universidad de Potsdam en 1996, se convirtió en profesor adjunto de Estudios Judíos y Filosofía de la misma universidad en 2001.
Fue becario y profesor visitante, entre otros, en Jerusalén (1989-1991), Montreal (1991), París (EHESS, 1992), Chicago (1995), Aix-en-Provence (1997/98), París (EPHE, 2003), Filadelfia (Centro de Estudios Judaicos Avanzados, 2009/10), Zúrich (ETH, 2014), Basilea (2016) y Haifa (2017).
Sus principales áreas de investigación son la historia de la filosofía, la historia religiosa y cultural judía, la Ilustración/Haskalá, la Cábala, los estudios judíos, el sionismo e Israel.
En 2003, Schulte recibió el Premio de Literatura Gleim por su obra Die jüdische Aufklärung. Philosophie, Religion, Geschichte.

## Obra (selección)
- radikal böse. Die Karriere des Bösen von Kant bis Nietzsche. Wilhelm Fink Verlag, München 1991, ISBN 3-7705-2680-5 (digitale-sammlungen.de).
- (Hrsg.): Deutschtum und Judentum : ein Disput unter Juden aus Deutschland, Stuttgart: Reclam 1993, ISBN 978-3-15-008899-9.
- Psychopathologie des Fin de Siècle. Der Kulturkritiker, Arzt und Zionist Max Nordau (= Fischer. Band 13611). Originalausgabe. Fischer-Taschenbuch-Verlag, Frankfurt am Main 1997, ISBN 3-596-13611-3.
- Die jüdische Aufklärung. Philosophie Religion Geschichte. Beck, München 2002, ISBN 3-406-48880-3.
- Zimzum. Gott und Weltursprung. Jüdischer Verlag, Berlin 2014, ISBN 978-3-633-54263-5 (edición en español Tsimtsum. El origen del mundo y lo divino, Ediciones Atalanta, 2025).
- Von Moses bis Moses … Der jüdische Mendelssohn. Wehrhahn Verlag, Hannover 2020, ISBN 978-3-86525-797-0.

## Edición en castellano
- Tsimtsum. El origen del mundo y lo divino. Traducción José Rafael Hernández Arias. Cartoné, 560 páginas, colección Imaginatio vera 170. Ediciones Atalanta. 2025. ISBN 978-84-12-84236-4.